# Minzac
Pour l’article ayant un titre homophone, voir Mainzac.
Minzac est une commune française située dans le département de la Dordogne, en région Nouvelle-Aquitaine.

## Géographie

### Généralités
Située à l'extrême ouest du département de la Dordogne, en forêt du Landais, la commune de Minzac est limitrophe de la Gironde, son territoire est à cheval sur deux bassins versants. La ligne de partage des eaux passe par les lieux-dits Bernarderie (sur la commune girondine de Francs), Mareille et Claveille. Au nord, le bassin versant de l'Isle concerne deux de ses affluents, le Courbarieu  (ou ruisseau de Leyssart dans sa partie amont) formant la limite communale au nord-ouest sur plus de cinq kilomètres, et le Galant qui borde la commune à l'extrême nord-est sur plus de 200 mètres. Au sud, le bassin versant de la Dordogne recueille les eaux du Coudot qui marque la limite communale au sud-ouest sur trois kilomètres, et celles du ruisseau de l'Escuret, qui borde le territoire communal au sud-est sur une même longueur. Les eaux du Coudot et de l'Escuret rejoignent le Léchou, affluent de la Lidoire, elle-même tributaire de la Dordogne.
Traversé par la route départementale (RD) 10, le petit bourg de Minzac est situé, en distances orthodromiques, dix kilomètres à l'ouest-sud-ouest de Montpon-Ménestérol et quinze kilomètres au sud-est de Coutras.
Le territoire communal est également desservi par les RD 10E1, 10E2 et 32. Au nord, l'autoroute A89 traverse la commune sur plus d'un kilomètre. L'autoroute est accessible à l'est, à l'échangeur no 12 situé à Montpon-Ménestérol.
La position privilégiée de la commune, quasiment sur le 45e parallèle nord et le méridien 0, lui procure un climat océanique doux et humide, favorable à la culture de la vigne. C'est dans le village de Minzac que le record d'amplitude thermique entre le jour et la nuit en France a été observé, le 24 septembre 1962 avec un écart de 30,6 °C.

### Communes limitrophes
Minzac est limitrophe de sept autres communes, dont quatre dans le département de la Gironde. Au nord-est, son territoire est distant d'environ 600 mètres de celui de Ménesplet.
| Puynormand (Gironde) | Gours (Gironde)                   | Moulin-Neuf             |
| Francs (Gironde)     | Minzac                            | Villefranche-de-Lonchat |
|                      | Les Salles-de-Castillon (Gironde) | Montpeyroux             |

### Géologie et relief

#### Géologie
Situé sur la plaque nord du Bassin aquitain et bordé à son extrémité nord-est par une frange du Massif central, le département de la Dordogne présente une grande diversité géologique. Les terrains sont disposés en profondeur en strates régulières, témoins d'une sédimentation sur cette ancienne plate-forme marine. Le département peut ainsi être découpé sur le plan géologique en quatre gradins différenciés selon leur âge géologique. Minzac est située dans le quatrième gradin à partir du nord-est, un plateau formé de dépôts siliceux-gréseux et de calcaires lacustres de l'ère tertiaire.
Les couches affleurantes sur le territoire communal sont constituées de formations superficielles du Quaternaire et de roches sédimentaires datant du Cénozoïque. La formation la plus ancienne, notée e5-6, est la formation de Guizengeard supérieur (Lutétien supérieur à Bartonien supérieur continental). La formation la plus récente, notée CFp, fait partie des formations superficielles de type colluvions indifférenciées de versant, de vallon et plateaux issues d'alluvions, molasses, altérites. Le descriptif de ces couches est détaillé dans  la feuille « no 805 - Sainte-Foy-la-Grande » de la carte géologique au 1/50 000 de la France métropolitaine, et sa notice associée.

Carte géologique de Minzac.

Le calcaire à astéries apparaît au sud du territoire, à Claveille et Terrefort.[réf. nécessaire]

#### Relief et paysages
Le département de la Dordogne se présente comme un vaste plateau incliné du nord-est (491 m, à la forêt de Vieillecour dans le Nontronnais, à Saint-Pierre-de-Frugie) au sud-ouest (2 m à Lamothe-Montravel). L'altitude du territoire communal varie quant à elle entre 26 m à l'extrême sud, au lieu-dit les Fontanelles, là où le Coudot quitte la commune et sert de limite entre celles de Montpeyroux et Les Salles-de-Castillon, et 96 m à l'extrême ouest, en limite de la commune de Francs, près des lieux-dits Bernarderie et le Fiochat,.
Dans le cadre de la Convention européenne du paysage entrée en vigueur en France le 1er juillet 2006, renforcée par la loi du 8 août 2016 pour la reconquête de la biodiversité, de la nature et des paysages, un atlas des paysages de la Dordogne a été élaboré sous maîtrise d’ouvrage de l’État et publié en octobre 2020. Les paysages du département s'organisent en huit unités paysagères et 14 sous-unités. La commune fait partie du Landais, au sein de l'unité de paysage « La Double et le Landais », deux plateaux ondulés, dont la pente générale descend de l'est vers l'ouest. À l'est, les altitudes atteignent ainsi les 200 m pour les plus élevées (206 m au sud de Vallereuil). Vers l'ouest, le relief s’adoucit et les altitudes maximales culminent autour des 100 mètres. Les paysages sont forestiers aux horizons limités, avec peu de repères, ponctués de clairières agricoles habitées.
La superficie cadastrale de la commune publiée par l'Insee, qui sert de référence dans toutes les statistiques, est de 15,91 km2,,. La superficie géographique, issue de la BD Topo, composante du Référentiel à grande échelle produit par l'IGN, est quant à elle de 16,11 km2.

### Hydrographie

#### Réseau hydrographique
La commune est située dans le bassin de la Dordogne au sein du Bassin Adour-Garonne. Elle est drainée par le Galant, le ruisseau de Coudot, le Courbarieu, l'Escuret, le ruisseau de la Lande et par un petit cours d'eau, qui constituent un réseau hydrographique de près de 30 km de longueur totale,.
Le Galant, d'une longueur totale de 10,51 km, prend sa source dans la commune de Carsac-de-Gurson et se jette dans l'Isle en rive gauche, en limite de Ménesplet et de Moulin-Neuf, face au Pizou,. Il marque brièvement sur 200 mètres la limite communale à l'extrême nord-est, face à Moulin-Neuf.
Son affluent de rive gauche, le ruisseau de la Lande, borde la commune à l'est sur près de quatre kilomètres, face à Villefranche-de-Lonchat et Moulin-Neuf.
Autre affluent de rive gauche de l'Isle, le Courbarieu, ou ruisseau de Leyssart dans sa partie amont, borde la commune au nord-ouest sur cinq kilomètres, face à Gours.
Deux affluents de rive droite du Léchout baignent le territoire communal : le ruisseau de Coudot sert de limite naturelle au sud-ouest sur plus de trois kilomètres, face à Francs et Les Salles-de-Castillon, et l'Escuret prend sa source dans l'ouest de la commune et l'arrose sur quatre kilomètres dont trois servent de limite territoriale, face à Villefranche-de-Lonchat.

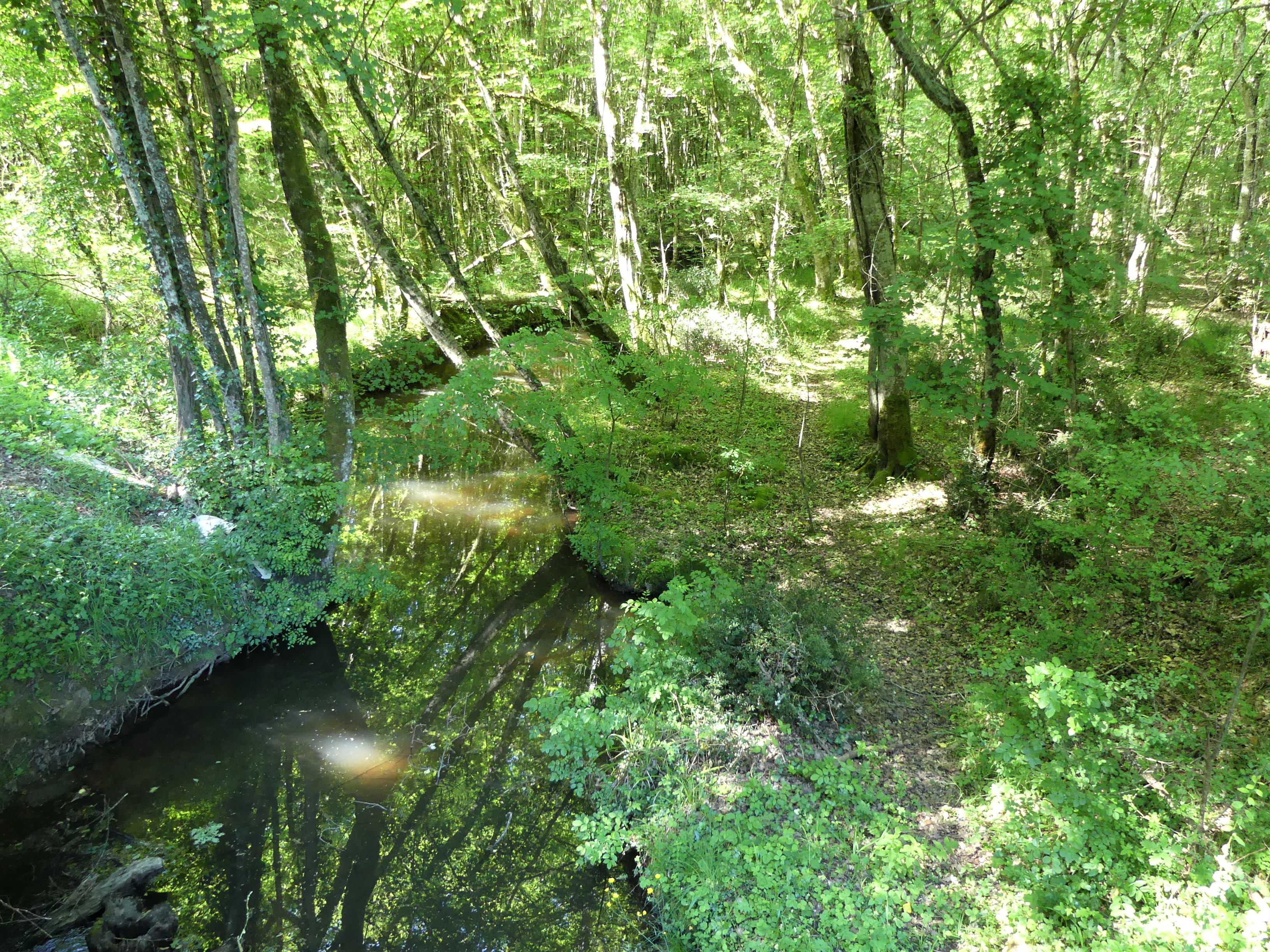
Le Courbarieu au pont de la RD 10E1.
Réseaux hydrographique et routier de Minzac.
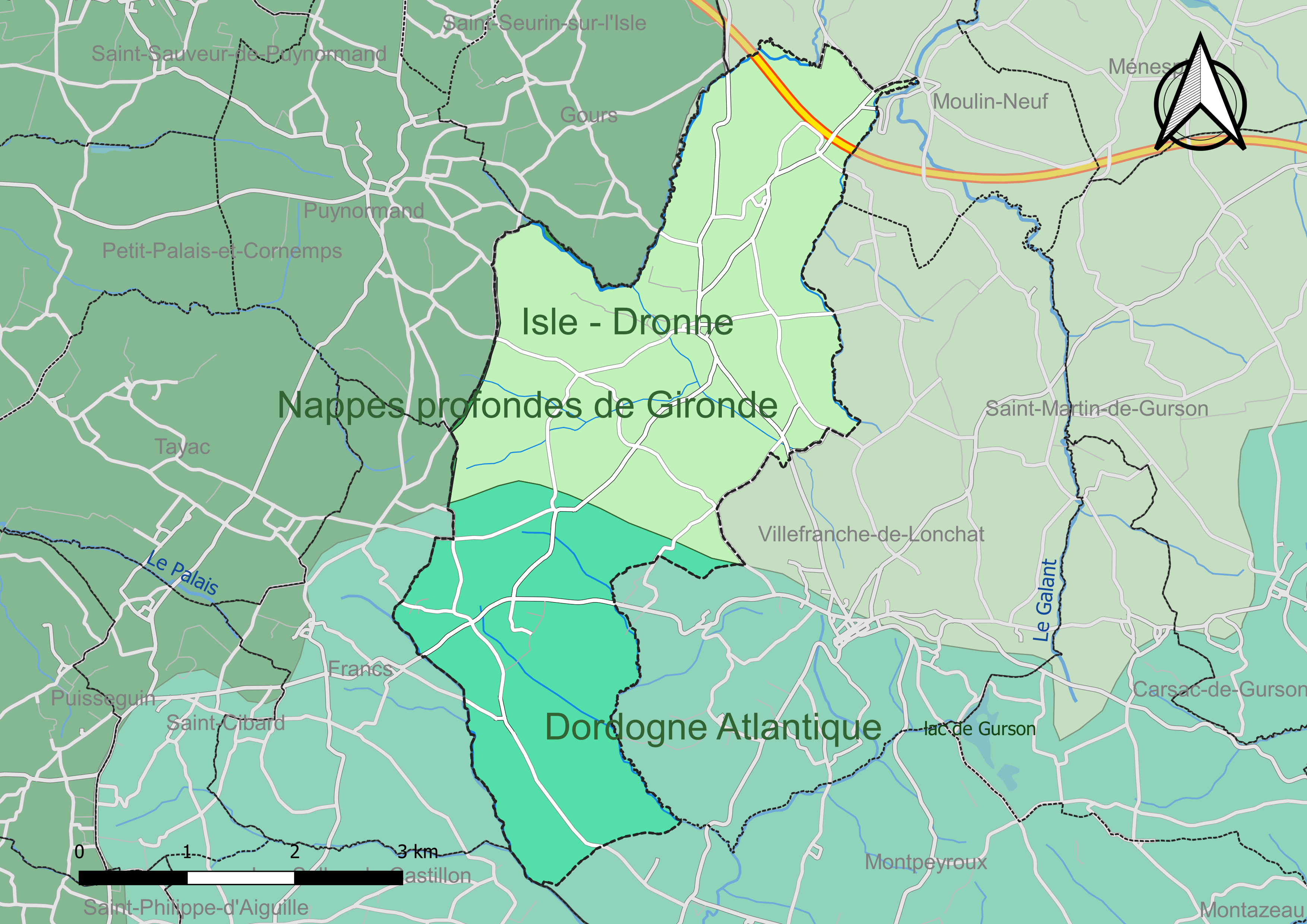
Carte des schémas d'aménagement et de gestion des eaux (SAGE) couvrant le territoire communal de Minzac.

#### Gestion et qualité des eaux
Le territoire communal est couvert par les schémas d'aménagement et de gestion des eaux (SAGE) « Dordogne Atlantique » et « Isle - Dronne ». Le SAGE « Dordogne Atlantique », dont le territoire correspond au sous‐bassin le plus aval du bassin versant de la Dordogne (aval de la confluence Dordogne - Vézère)., d'une superficie de 2 700 km2 est en cours d'élaboration. La structure porteuse de l'élaboration et de la mise en œuvre est l'établissement public territorial de bassin de la Dordogne (EPIDOR). Le SAGE « Isle - Dronne », dont le territoire regroupe les bassins versants de l'Isle et de la Dronne, d'une superficie de 7 500 km2, a été approuvé le 2 août 2021. La structure porteuse de l'élaboration et de la mise en œuvre est également l'EPIDOR. Ils définissent chacun sur leur territoire les objectifs généraux d’utilisation, de mise en valeur et de protection quantitative et qualitative des ressources en eau superficielle et souterraine, en respect des objectifs de qualité définis dans le troisième SDAGE  du Bassin Adour-Garonne qui couvre la période 2022-2027, approuvé le 10 mars 2022.
Au nord, environ 60 % du territoire se trouve dans le bassin versant de l'Isle et dépend donc du SAGE Isle - Dronne. Au sud, la zone restante correspond au bassin du Léchout et est rattachée au SAGE Dordogne Atlantique.
La qualité des eaux de baignade et des cours d’eau peut être consultée sur un site dédié géré par les agences de l’eau et l’Agence française pour la biodiversité.

### Climat
Pour des articles plus généraux, voir Climat de la Nouvelle-Aquitaine et Climat de la Dordogne.
Historiquement, la commune est exposée à un climat océanique aquitain.  
En 2020, Météo-France publie une typologie des climats de la France métropolitaine dans laquelle la commune est exposée à un climat océanique et est dans la région climatique  Aquitaine, Gascogne, caractérisée par une pluviométrie abondante au printemps, modérée en automne, un faible ensoleillement au printemps, un été chaud (19,5 °C), des vents faibles, des brouillards fréquents en automne et en hiver et des orages fréquents en été (15 à 20 jours).
Pour la période 1971-2000, la température annuelle moyenne est de 12,7 °C, avec  une amplitude thermique annuelle de 15 °C. Le cumul annuel moyen de précipitations est de 847 mm, avec 11,9 jours de précipitations en janvier et 6,6 jours en juillet. Pour la période 1991-2020, la température moyenne annuelle observée sur la station météorologique la plus proche, située sur la commune de Port-Sainte-Foy-et-Ponchapt à 20 km à vol d'oiseau, est de 13,8 °C et le cumul annuel moyen de précipitations est de 809,4 mm,. Pour l'avenir, les paramètres climatiques de la commune estimés pour 2050 selon différents scénarios d’émission de gaz à effet de serre sont consultables sur un site dédié publié par Météo-France en novembre 2022.

## Urbanisme

### Typologie
Au 1er janvier 2024, Minzac est catégorisée commune rurale à habitat très dispersé, selon la nouvelle grille communale de densité à 7 niveaux définie par l'Insee en 2022.
Elle est située hors unité urbaine et hors attraction des villes,.

### Occupation des sols
L'occupation des sols de la commune, telle qu'elle ressort de la base de données européenne d’occupation biophysique des sols Corine Land Cover (CLC), est marquée par l'importance des territoires agricoles (51,7 % en 2018), en diminution par rapport à 1990 (52,8 %). La répartition détaillée en 2018 est la suivante : 
forêts (47,9 %), zones agricoles hétérogènes (30,5 %), prairies (13,6 %), cultures permanentes (7,5 %), zones industrielles ou commerciales et réseaux de communication (0,3 %), eaux continentales (0,1 %). L'évolution de l’occupation des sols de la commune et de ses infrastructures peut être observée sur les différentes représentations cartographiques du territoire : la carte de Cassini (XVIIIe siècle), la carte d'état-major (1820-1866) et les cartes ou photos aériennes de l'IGN pour la période actuelle (1950 à aujourd'hui).

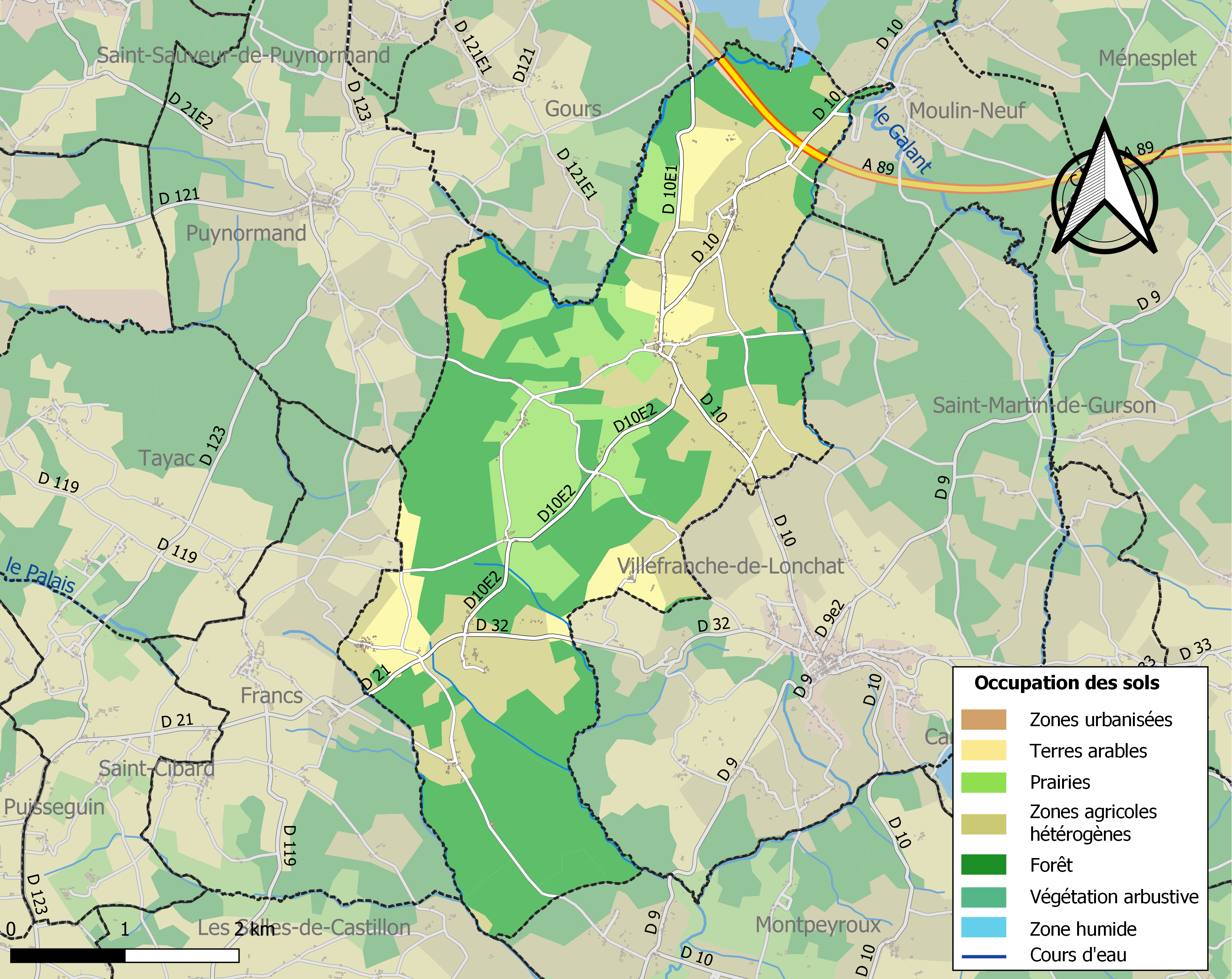
Carte des infrastructures et de l'occupation des sols de la commune en 2018 (CLC).

### Villages, hameaux et lieux-dits
Outre le bourg de Minzac proprement dit, le territoire se compose d'autres villages ou hameaux, ainsi que de lieux-dits :
- Barrail
- Bos de Matas
- les Boueyges
- le Bourdier
- les Brandilles
- Chardonnière
- la Chevalerie
- Claveille
- la Croix de Mareille
- Faugeyraud
- Faye
- les Fontanelles
- Gabaret
- le Grand Maine
- Grand-Place
- Guinet
- Litout
- les Lorencies
- Mareille
- Martinon
- Mouchet
- Mougnac
- les Mouillères
- les Nauves
- le Petit Bois
- Petit-Place
- la Plante
- Quoireaud
- Ringaud
- la Rogère
- le Tauzina
- Terrefort
- la Tour
- la Yotte.

### Prévention des risques
Le territoire de la commune de Minzac est vulnérable à différents aléas naturels : météorologiques (tempête, orage, neige, grand froid, canicule ou sécheresse), feux de forêts, mouvements de terrains et séisme (sismicité très faible). Il est également exposé à un risque technologique, le transport de matières dangereuses. Un site publié par le BRGM permet d'évaluer simplement et rapidement les risques d'un bien localisé soit par son adresse soit par le numéro de sa parcelle.

#### Risques naturels
Minzac est exposée au risque de feu de forêt. L’arrêté préfectoral du 14 mars 2013 fixe les conditions de pratique des incinérations et de brûlage dans un objectif de réduire le risque de départs d’incendie. À ce titre, des périodes sont déterminées : interdiction totale du 15 février au 15 mai et du 15 juin au 15 octobre, utilisation réglementée du 16 mai au 14 juin et du 16 octobre au 14 février. En septembre 2020, un plan inter-départemental de protection des forêts contre les incendies (PidPFCI) a été adopté pour la période 2019-2029,.

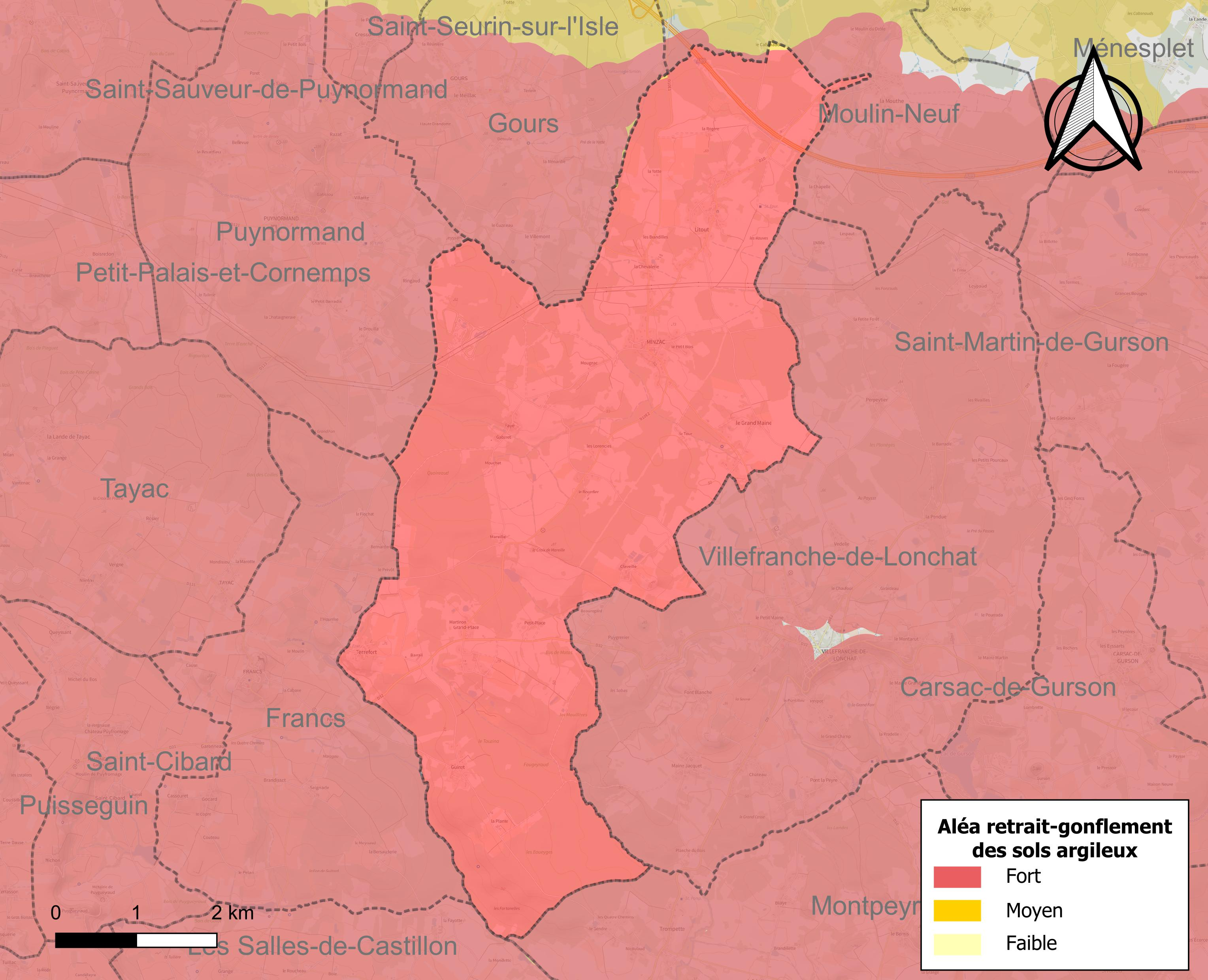
Carte des zones d'aléa retrait-gonflement des sols argileux de Minzac.

Les mouvements de terrains susceptibles de se produire sur la commune sont des tassements différentiels. Le retrait-gonflement des sols argileux est susceptible d'engendrer des dommages importants aux bâtiments en cas d’alternance de périodes de sécheresse et de pluie. La totalité de la commune est en aléa moyen ou fort (58,6 % au niveau départemental et 48,5 % au niveau national métropolitain). Depuis le 1er octobre 2020, en application de la loi ÉLAN, différentes contraintes s'imposent aux vendeurs, maîtres d'ouvrages ou constructeurs de biens situés dans une zone classée en aléa moyen ou fort,.
La commune a été reconnue en état de catastrophe naturelle au titre des dommages causés par les inondations et coulées de boue survenues en 1982, 1983 et 1999, par la sécheresse en 1989, 1992, 2003 et 2009 et par des mouvements de terrain en 1999.

## Toponymie
La première mention écrite connue du lieu, notée dans un cartulaire de l'abbaye de La Sauve-Majeure en l'an 1121 sous la forme latine Sanctus Hilarius de Minzac, se réfère à son église. En 1773 apparaît la variante orthographique « Menzac ».
Le mot Minzac est formé à partir du patronyme latin Minutius, suivi du suffixe -acum qui a une valeur d'appartenance. Minzac indique donc le « domaine de Minutius ». C'était probablement, à l'époque gallo-romaine, le nom d'une propriété comportant la maison du maître ainsi que toutes les activités nécessaires à une ferme agricole.
En français comme en occitan, la commune porte le même nom.

## Histoire
Attestée au XIIe siècle, l'église de Minzac qui dépendait du prieuré de Longchapt est dédiée à saint Hilaire de Poitiers. L'édifice, d'époque romane, n'a pas résisté aux vicissitudes de l'histoire et c'est en 1878, sur les mêmes fondations, que fut construite en style néo-roman l'église actuelle.
Paroisse sous l'Ancien Régime, devenue commune après la Révolution, Minzac a subi plusieurs modifications. En 1835, l'assiette se trouve augmentée de l'enclave du « Moulin Neuf », dépendant jusqu'alors de Villefranche-de-Longchapt, par l'ordonnance de Louis-Philippe Ier, du 1er juillet 1835. La superficie passe à 2 606 hectares. Le 19 mars 1841, les hameaux de Trompette, Belair, Maisonneuve, Nicoulaud et Legendre sont rattachés à la commune de Montpeyroux, conformément aux vœux de leurs habitants. La superficie redescend à 2 457 hectares. Le 22 juin 1906, la création de la commune de Moulin-Neuf ampute une seconde fois le territoire de Minzac qui passe de 2 457 à 1 591 hectares. La création de cette nouvelle commune fait suite à une demande des habitants, formulée depuis 1879. L'éloignement du bourg, les difficultés de circulation et le dédain de la municipalité de Minzac avaient créé une grave mésentente qui provoqua cette sécession.
En 1927, l'abbé Georges Rocal relate dans son ouvrage Le Vieux Périgord une coutume qui avait lieu à Minzac le 24 juillet : des jeunes filles faisaient tinter un cloche toute la journée lors d'un pèlerinage à la chapelle Sainte-Marie-Madeleine des Brandes, ce qui devait leur assurer un mariage dans l'année. Ce pèlerinage, qui intervenait juste après la fête foraine locale et se déroulait en pleine période de démontage des stands, a été déplacé au 22 juillet dans la seconde moitié du XXe siècle.

## Politique et administration

### Rattachements administratifs et électoraux
Dès 1790, la commune de Minzac, orthographiée Minsac dans un premier temps, a été rattachée au canton de Villefranche-de-Loupchapt qui dépendait du district de Mussidan jusqu'en 1795, date de suppression des districts. En 1801, ce canton — renommé ensuite en canton de Villefranche-de-Longchapt puis de Villefranche-de-Lonchat en 1953 — est rattaché à l'arrondissement de Bergerac.
Dans le cadre de la réforme de 2014 définie par le décret du 21 février 2014, ce canton disparaît aux élections départementales de mars 2015. La commune est alors rattachée au canton du Pays de Montaigne et Gurson.

### Intercommunalité
Fin 2001, Minzac intègre dès sa création la communauté de communes du Gursonnais. Celle-ci est dissoute au 31 décembre 2012 et remplacée au 1er janvier 2013 par la communauté de communes Montaigne Montravel et Gurson.

### Administration municipale
La population de la commune étant comprise entre 100 et 499 habitants au recensement de 2017, onze conseillers municipaux ont été élus en 2020,.

### Liste des maires

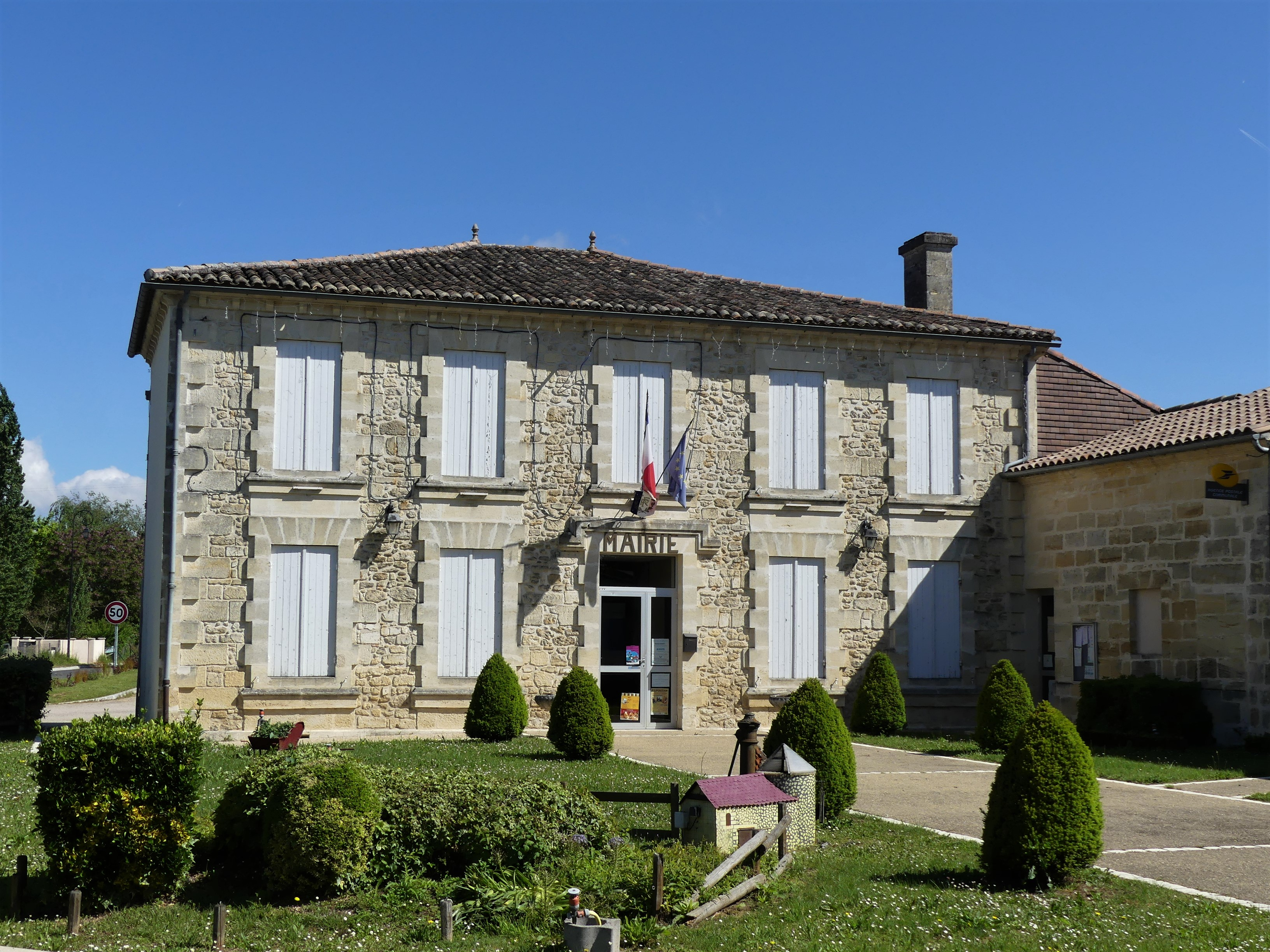
La mairie en 2019.

| Période                                  | Période  | Identité            | Étiquette | Qualité     |
| ---------------------------------------- | -------- | ------------------- | --------- | ----------- |
| Les données manquantes sont à compléter. |          |                     |           |             |
|                                          |          |                     |           |             |
| juin 1995 (réélu en mai 2020)            | En cours | Marcel Lesbéguéries | SE        | Agriculteur |

## Équipements et services publics

### Justice
Dans le domaine judiciaire, Minzac relève : 
- du tribunal judiciaire, du tribunal pour enfants, du conseil de prud'hommes et du tribunal de commerce de Bergerac ;
- du pôle Nationalité du tribunal judiciaire de Périgueux (compétent uniquement dans le domaine de la nationalité) ;
- de la cour d'appel, du tribunal administratif et de la  cour administrative d'appel de Bordeaux.

## Population et société

### Démographie
Les habitants de Minzac se nomment les Minzacois.
L'évolution du nombre d'habitants est connue à travers les recensements de la population effectués dans la commune depuis 1793. Pour les communes de moins de 10 000 habitants, une enquête de recensement portant sur toute la population est réalisée tous les cinq ans, les populations de référence des années intermédiaires étant quant à elles estimées par interpolation ou extrapolation. Pour la commune, le premier recensement exhaustif entrant dans le cadre du nouveau dispositif a été réalisé en 2006.

En 2022, la commune comptait 495 habitants, en évolution de +8,32 % par rapport à 2016 (Dordogne : +0,37 %, France hors Mayotte : +2,11 %).
| 1793 | 1800 | 1806 | 1821 | 1831 | 1836  | 1841  | 1846  | 1851 |
| ---- | ---- | ---- | ---- | ---- | ----- | ----- | ----- | ---- |
| 853  | 729  | 772  | 837  | 978  | 1 333 | 1 113 | 1 089 | 979  |

| 1856  | 1861  | 1866  | 1872 | 1876  | 1881 | 1886 | 1891 | 1896 |
| ----- | ----- | ----- | ---- | ----- | ---- | ---- | ---- | ---- |
| 1 047 | 1 008 | 1 003 | 969  | 1 002 | 990  | 916  | 879  | 937  |

| 1901  | 1906 | 1911 | 1921 | 1926 | 1931 | 1936 | 1946 | 1954 |
| ----- | ---- | ---- | ---- | ---- | ---- | ---- | ---- | ---- |
| 1 006 | 579  | 572  | 563  | 561  | 530  | 525  | 528  | 511  |

| 1962 | 1968 | 1975 | 1982 | 1990 | 1999 | 2006 | 2011 | 2016 |
| ---- | ---- | ---- | ---- | ---- | ---- | ---- | ---- | ---- |
| 430  | 440  | 365  | 318  | 303  | 347  | 412  | 452  | 457  |

| 2021 | 2022 | - | - | - | - | - | - | - |
| ---- | ---- | - | - | - | - | - | - | - |
| 486  | 495  | - | - | - | - | - | - | - |

#### Remarque
L'effondrement démographique constaté en 1906 (chute de 42 % de la population par rapport au recensement de 1901) correspond à la scission de la commune de Moulin-Neuf.

## Économie

### Emploi
En 2015, parmi la population communale comprise entre 15 et 64 ans, les actifs représentent 212 personnes, soit 46,5 % de la population municipale. Le nombre de chômeurs (trente-trois) a fortement augmenté par rapport à 2010 (vingt) et le taux de chômage de cette population active s'établit à 15,6 %.

### Établissements
Au 31 décembre 2015, la commune compte vingt-cinq établissements, dont neuf au niveau des commerces, transports ou services, huit dans la construction, cinq dans l'agriculture, la sylviculture ou la pêche, deux relatifs au secteur administratif, à l'enseignement, à la santé ou à l'action sociale, et un dans l'industrie.

## Culture locale et patrimoine

### Lieux et monuments
- Église Saint-Hilaire du XIXe siècle[61], de style néo-roman. De l'ancienne église romane  subsiste la cuve baptismale du XIIe siècle, classée en 1947 au titre des monuments historiques, et transférée au musée de Villefranche-de-Lonchat[62],[63].
- Château La Plante qui daterait des XIIe et XVe siècles[64].
- Château de la Tour, attesté au XIXe siècle[65].
- Un petit circuit automobile qui propose des stages de pilotage[66] a été implanté au lieu-dit Ringaud.

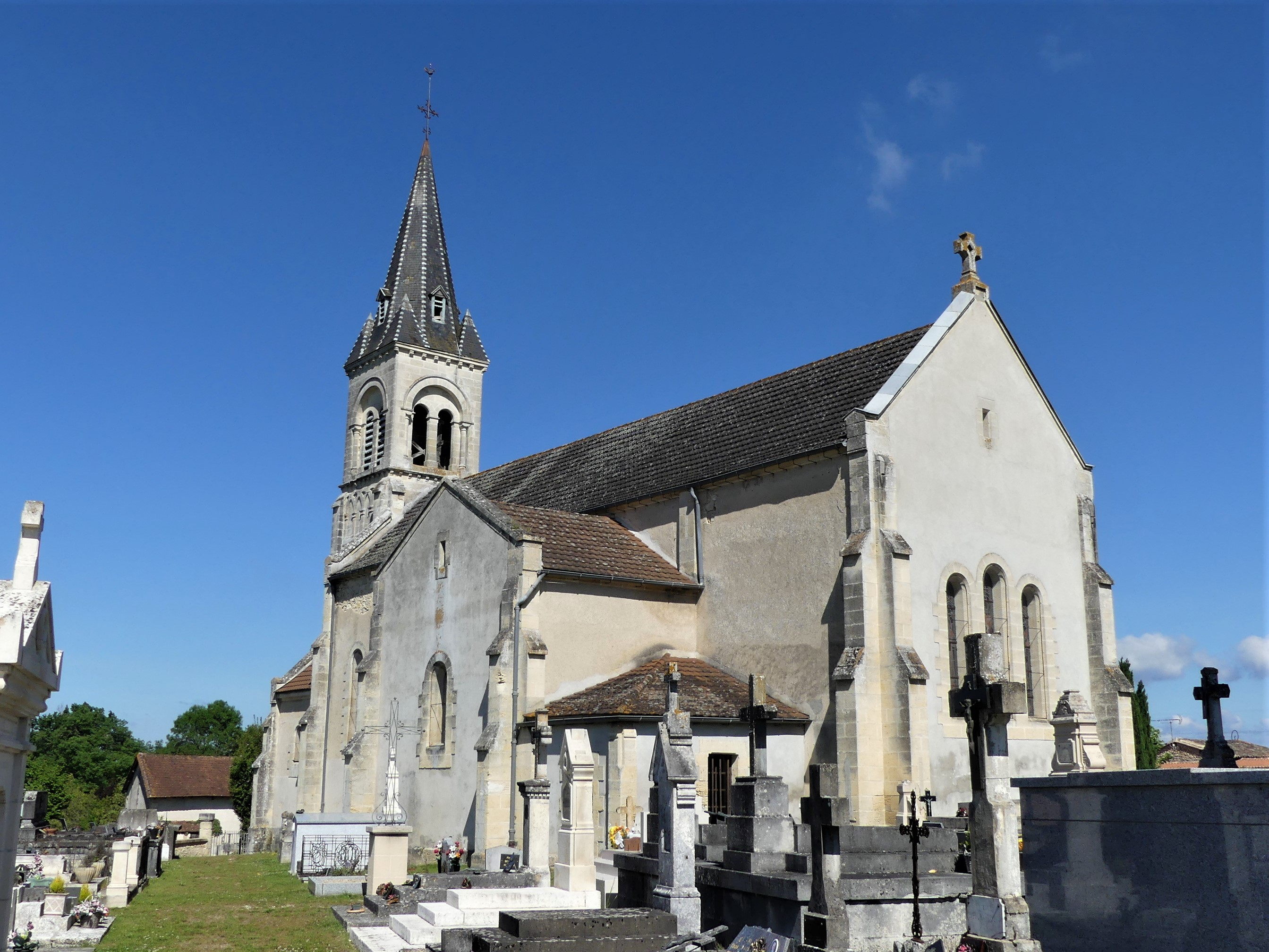
L'église Saint-Hilaire.
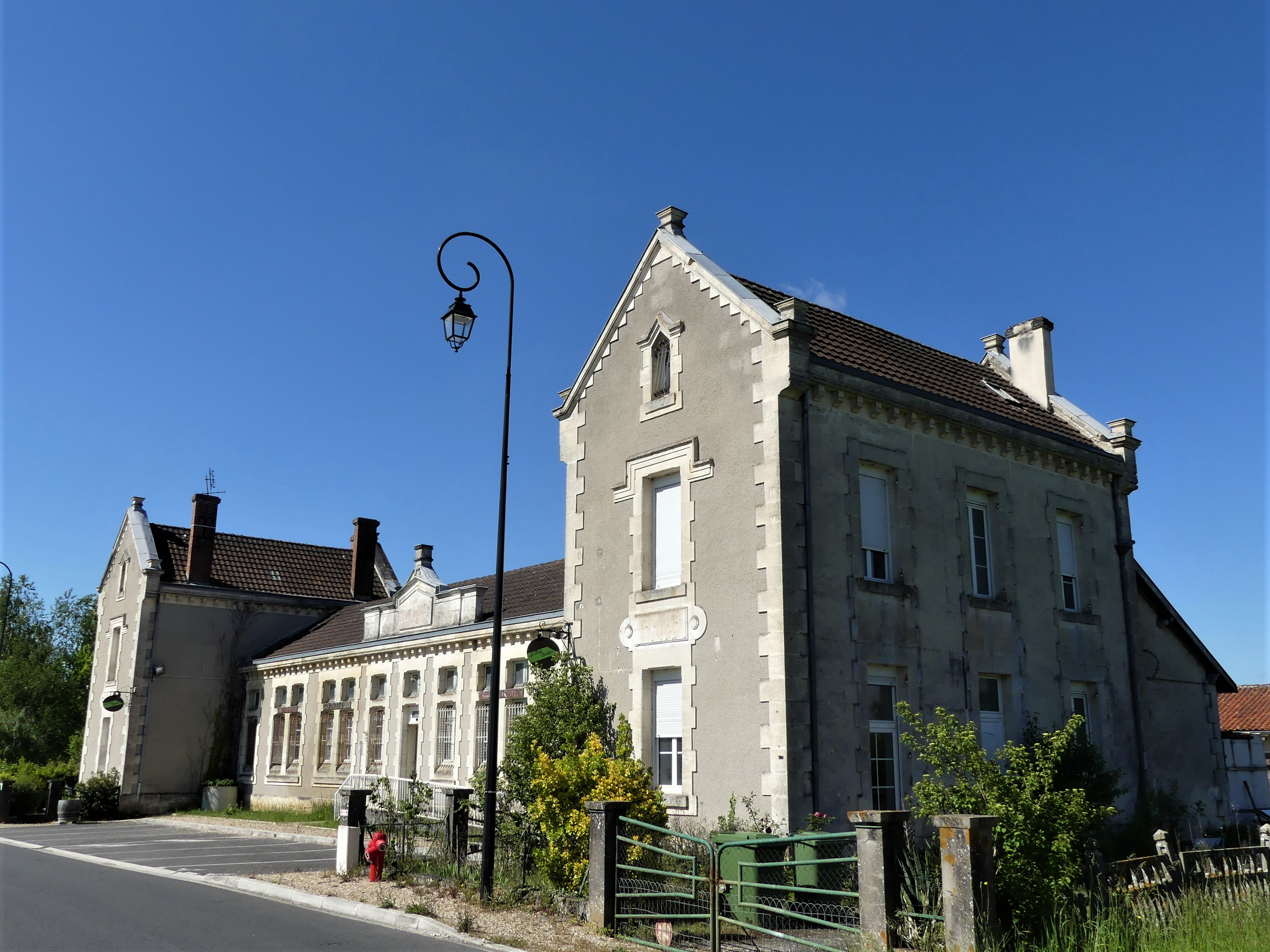
L'ancienne école.
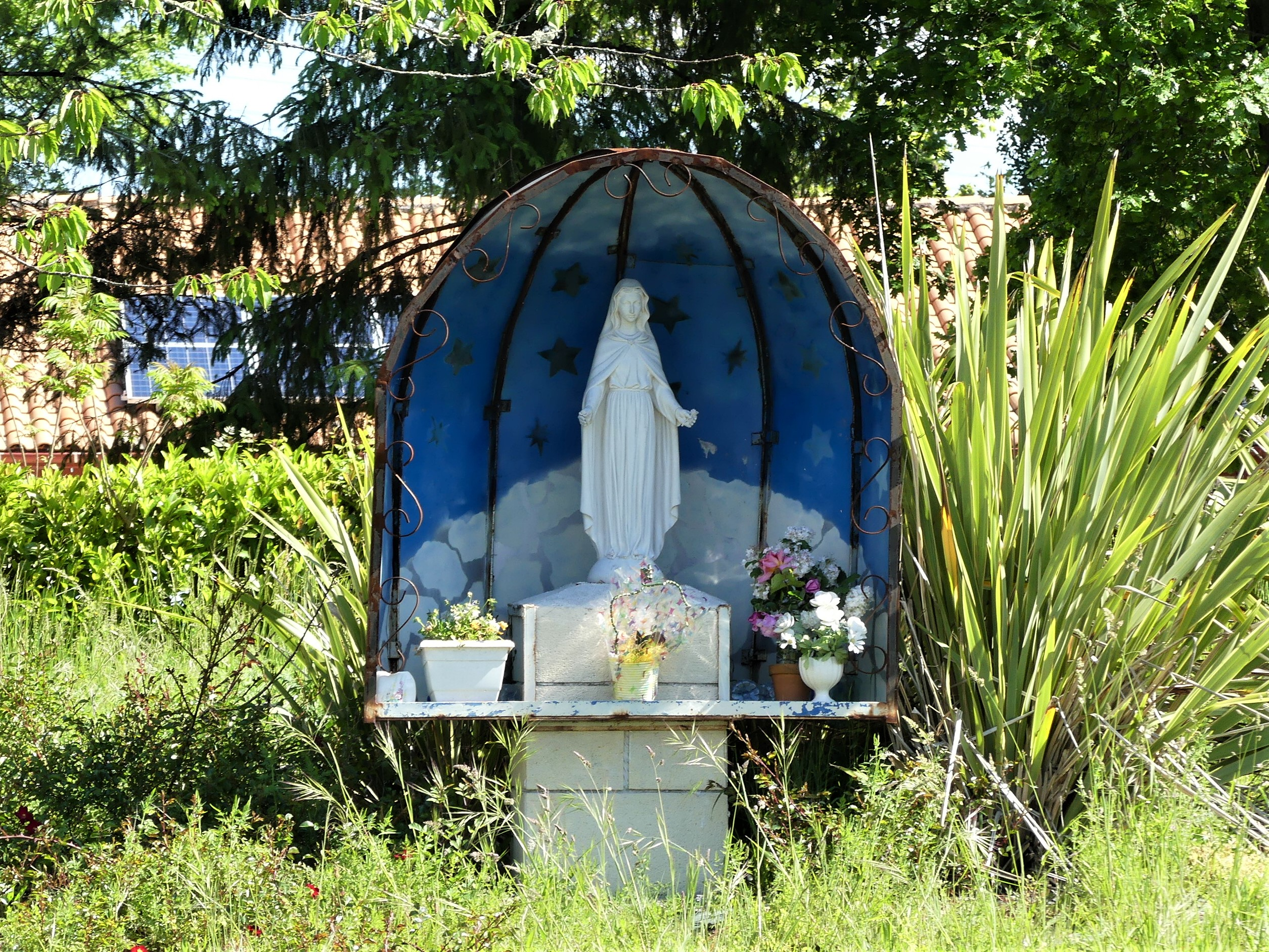
Oratoire à l'entrée nord du bourg.
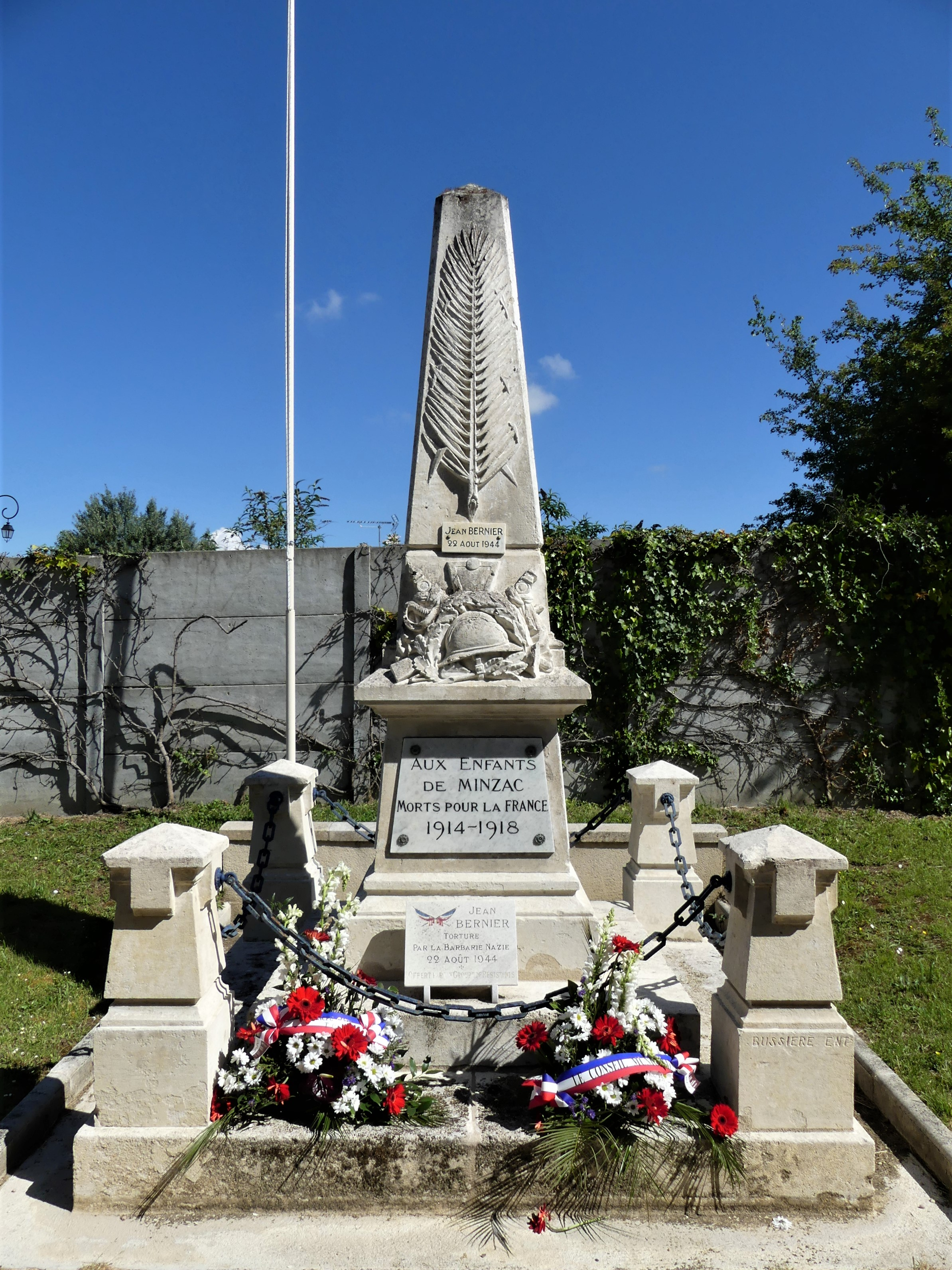
Le monument aux morts.
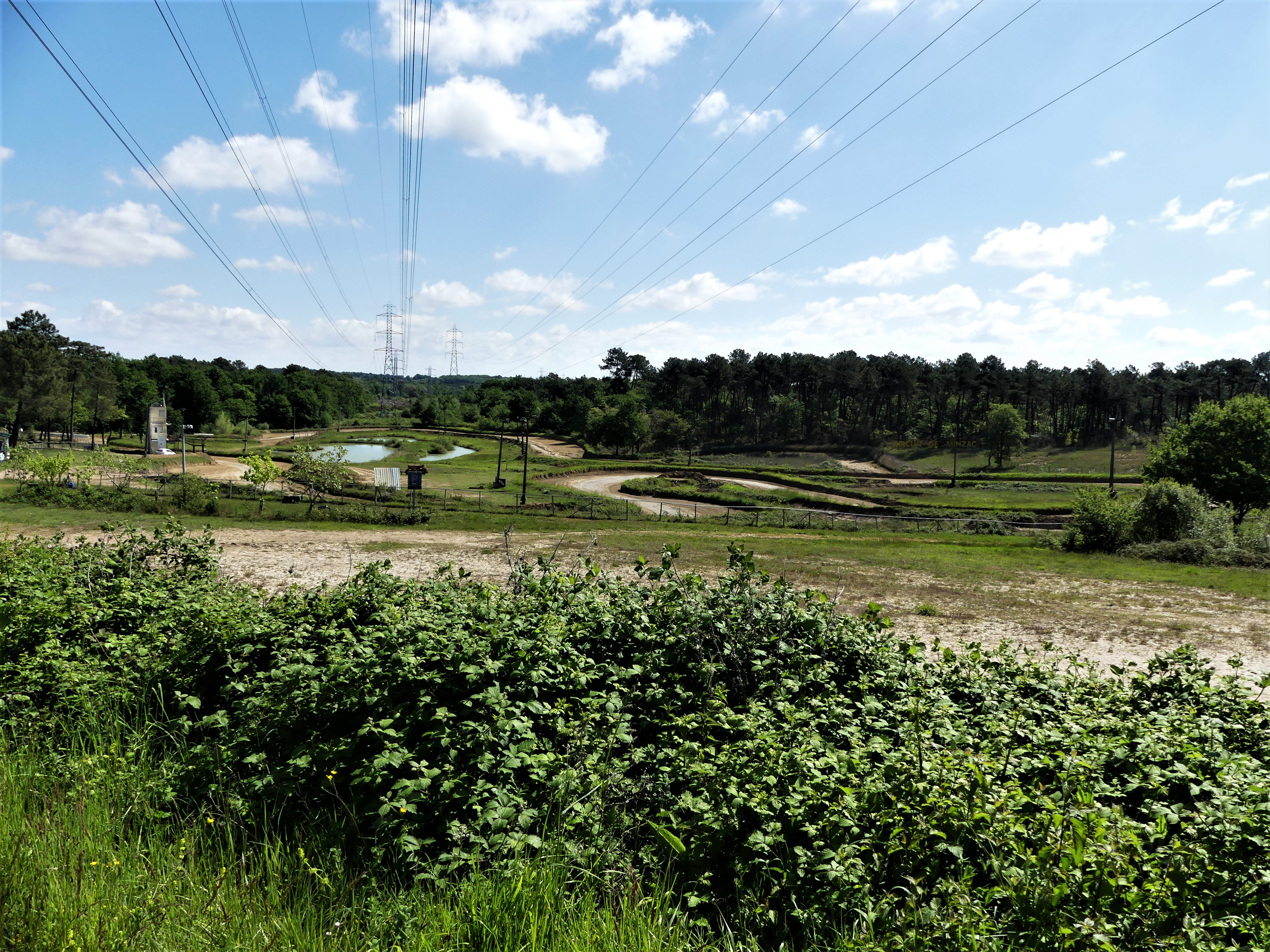
Le circuit automobile.

### Héraldique
| Blason de Minzac | Blason  | De gueules à la barre d'argent chargée de trois feuilles de vigne de sinople posées à plomb. |
| Blason de Minzac | Détails | La couleur rouge (gueules), représente celle du vin, qui est la principale richesse de la région. La barre représente l'écharpe ou le baudrier où étaient suspendues les armes et la bourse. Elle fait croître les richesses, et elle est « d'argent » pour symboliser celles-ci. Les feuilles de vigne, pointes en haut et de couleur verte (sinople), sont des signes de vitalité et d'espérance. Ces armoiries ont été composées pour la création du club des loisirs de Minzac en 1992. Le statut officiel du blason reste à déterminer. |

## Pour approfondir